# Чермасан (посёлок)
Чермасан (баш. Сәрмәсән) — деревня в Белебеевском районе Республики Башкортостан Российской Федерации. Входит в состав Усень-Ивановского сельсовета. 

## География

### Географическое положение
Расстояние до:
- районного центра (Белебей): 32 км,
- центра сельсовета (Усень-Ивановское): 14 км.

## История
Название происходит от назв. реки Сәрмәсән.

## Население
| 2002 | 2009 | 2010 |
| ---- | ---- | ---- |
| 39   | ↘17  | ↗19  |

Национальный состав
Согласно переписи 2002 года, преобладающая национальность — русские (90 %).